# BGM Of Punks Whereabouts
『BGM Of Punks Whereabouts』（ビージーエム・オブ・パンクス・ウェアアバウツ）は日本のロックバンド、JELLY→の未発表曲も収録したベスト・アルバム。2009年8月25日発売。発売元はVELVET SNOOZER。

## 解説
解散を発表し、最後に何かファンへ気持ちを届けることが出来ないかと考え、お詫びの気持ちと感謝の気持ちを込めて2枚組のアルバムにした作品である。
自宅やSTUDIOで録音され「未発表」のまま眠っていたDEMO音源を中心としたDISC1。VELVET SNOOZER時代に発表した音源によるベスト盤のDISC2から構成されている。
オンラインショップ限定発売品であり完売後は廃盤。特典としてこれまでの本バンドのグッズの販売のチラシも同封されている。
2021年から配信が開始された。

## 収録曲
Disc 1
1. アメリカンフットボール  （2003年 DEMO音源） (5:11)
　（作詞：YAFUMI/作曲：YUTARO）
2. GLORY IN THE PARK  （2002年 REC音源） (3:43)
　（作詞：YAFUMI/作曲：YAFUMI）
3. 蘇る黄金の獅子  （2004年 REC音源） (4:23)
　（作詞：YAFUMI/作曲：KAZUKI）
4. BLEACH  （2001年 LIVE音源） (6:18)
　（作詞：YAFUMI/作曲：KAZUKI）
5. AIR SHOP  （2002年 DEMO音源） (3:11)
　（作詞：YAFUMI/作曲：KAZUKI）
6. 加湿器  （2002年 LIVE音源） (4:15)
　（作詞：YAFUMI/作曲：YAFUMI）
7. SUMMER JAM  （2002年 LIVE音源） (3:04)
　（作詞：YAFUMI/作曲：YAFUMI）
8. TOMORROW NEVER KNOWS  （2003年 DEMO音源） (3:00)
　（作詞：YAFUMI/作曲：YAFUMI）
9. ユニオンジャック  （1998年 DEMO音源） (2:39)
　（作詞：YAFUMI/作曲：KAZUKI）
10. 次の晴れた日に ～It's Fineday～  （1998年 DEMO音源） (4:24)
　（作詞：YAFUMI/作曲：KAZUKI）
2ndアルバムNO NEED発表当時の雑誌インタビューにて、「次の晴れた日にの原曲は以前からあった」とコメントしている事から、本曲がその原曲にあたると思われる。
11. We can't rewind  （2002年 DEMO音源） (5:47)
　（作詞：YAFUMI/作曲：YUTARO）
12. 青の青さ  （2002年 DEMO音源） (5:30)
　（作詞：YAFUMI/作曲：YAFUMI）
13. MY LIFE IS MY WAY  （2001年 DEMO音源 未完成） (5:19)
　（作詞：YAFUMI/作曲：YAFUMI）
　2003年6月23日のライブと同日に入籍したコーヘイに対して「コーヘイに捧げる曲」として演奏された。歌詞は異なり、ライブVer.は短い。

Disc 2
1. 心臓～動脈～ (4:07)
　（作詞：YAFUMI/作曲：YAFUMI&KAZUKI）
2. DISCOVERY (2:44)
　（作詞：YAFUMI/作曲：KAZUKI&YAFUMI）
3. LIBERAL DIARY (3:28)
　（作詞：YAFUMI/作曲：KAZUKI&YAFUMI）
4. SPARROW (2:28)
　（作詞：YAFUMI/作曲：KAZUKI&YAFUMI）
5. HUNTING TIGER (3:19)
　（作詞：YAFUMI/作曲：YUTARO&KOHEI）
6. RESTAURANT"FEVER" (3:28)
　（作詞：YAFUMI/作曲：KAZUKI&YAFUMI）
7. OCEANIC LIGHT (3:07)
　（作詞：YAFUMI/作曲：KAZUKI&YAFUMI）
8. RAINBOW BIRD (4:36)
　（作詞：YAFUMI/作曲：YAFUMI&KAZUKI）
9. 未来STEREO (4:01)
　（作詞：YAFUMI/作曲：YAFUMI&KAZUKI）
10. FIGHTING ROAD (3:55)
　（作詞：YAFUMI/作曲：KAZUKI&YAFUMI）
11. 不良の行方のBGM/ (4:05)
　（作詞：YAFUMI/作曲：KAZUKI&YAFUMI）
12. ORANGE (4:37)
　（作詞：YAFUMI/作曲：YAFUMI&KAZUKI）
13. I want someone everytime, want anyone everynight. (5:30)
　（作詞：YAFUMI/作曲：YUTARO)
14. Freedom will be there (3:32)
　（作詞：YAFUMI/作曲：KAZUKI）
15. VELVET SNOOZER (4:13)
　（作詞：YAFUMI/作曲：YUTARO）
16. I'm believin' (3:24)
　（作詞：YAFUMI/作曲：KAZUKI&YAFUMI）
17. VOLVO PUNK (6:14)
　（作詞：YAFUMI/作曲：KAZUKI&YAFUMI）
18. ベンジャミナ 心臓～静脈～ (6:40)
　（作詞：YAFUMI/作曲：YAFUMI&KAZUKI）